# Plicosepalus undulatus
Plicosepalus undulatus là một loài thực vật có hoa trong họ Loranthaceae. Loài này được (E. Mey. ex Harv.) Tiegh. miêu tả khoa học đầu tiên năm 1894.